# جمية الوادي
جُمِية الوادي (باللاتينية: Phacelia dalesiana) نوع نباتي ينتمي إلى جنس الجمية من الفصيلة الحمحمية.
موطنها شمال ولاية كاليفورنيا الأمريكية.